# 올림픽 레소토 선수단
올림픽 레소토 선수단은 레소토 대표로 올림픽에 참가하는 선수단이다. 레소토는 1972년 올림픽에 처음 참가했으며 그 이후로 대부분의 다른 아프리카 국가들과 함께 1976년 하계 올림픽을 보이콧한 경우를 제외하고는 모든 하계 올림픽에 선수단을 파견해 왔다. 레소토는 동계 올림픽에 참가한 적이 없다.
현재까지 레소토 출신의 어떤 선수도 올림픽 메달을 획득한 적이 없다.
레소토 국가 올림픽 위원회는 1971년에 창설되었고 1972년에 국제 올림픽 위원회의 승인을 받았다.

## 같이 보기
- 분류:레소토의 올림픽 참가 선수